# Il Canto degli Italiani
Pesem Il Canto degli Italiani (Pesem Italijanov), splošno znana kot Inno di Mameli (Mamelijeva himna), popularno imenovana tudi Fratelli d'Italia (Bratje Italije), je državna himna Republike Italije. Besedilo je leta 1847 napisal Goffredo Mameli, uglasbil pa jo je njegov prijatelj Michele Novaro. 
Skladbo, ki poziva k osvoboditvi Italije izpod tuje (avstrijske in francoske) oblasti in združitvi, so prvič izvajali 1. decembra 1847 v kavarni Caffè della Lega Italiana v Torinu, potem pa se je v burnem času pomladi narodov kot požar širila po Italijanskem polotoku. Ob razglasitvi republike 2. junija 1946. so jo privzeli kot začasno himno, kar je tudi ostala v naslednjih desetletjih.  Razne parlamentarne iniciative so v tem času zahtevale, naj se pesem odobri kot uradna državna himna, a šele decembra 2017 je bil sprejet zakon, ki jo je priznal kot “državno himno de jure”..

## Besedilo
| Fratelli d'Italia, l'Italia s'è desta, dell'elmo di Scipio s'è cinta la testa. Dov'è la Vittoria? Le porga la chioma, che schiava di Roma Iddio la creò. (2x) Refren (2×): Stringiamci a coorte, siam pronti alla morte. Siam pronti alla morte, l'Italia chiamò! Noi siamo da secoli Calpesti, derisi, Perché non siam Popolo Perché siam divisi Raccolgaci un'Unica Bandiera una Speme Di fonderci insieme Già l'ora suonò Refren (2×) Uniamoci, amiamoci, l'unione e l'amore rivelano ai popoli le vie del Signore. Giuriamo far libero il suolo natio: uniti, per Dio, chi vincer ci può? Refren (2×) Dall'Alpi a Sicilia Dovunque è Legnano, Ogn'uom di Ferruccio Ha il core, ha la mano, I bimbi d'Italia Si chiaman Balilla, Il suon d'ogni squilla I Vespri suonò. Refren (2×) Son giunchi che piegano Le spade vendute: Già l'Aquila d'Austria Le penne ha perdute. Il sangue d'Italia, Il sangue Polacco, Bevé, col cosacco, Ma il cor le bruciò. Refren (2×) | Bratje Italije! Italija se je prebudila, s Scipionovo čelado si je okrasila glavo. Kje je Zmaga? Naj se ji prikloni, saj kot sužnjo Rima jo je ustvaril Bog. (2x) Refren (2×): Postrojimo se v kohorte, pripravljeni smo na smrt. Pripravljeni smo na smrt, Italija nas je pozvala. Stoletja smo bili zatirani in zasmehovani, ker nismo en narod, ker smo razdeljeni. Naj nas ena zastava in eno upanje združi. Napočil je čas, da združimo moči. Refren (2×) Združimo se, ljubimo se, zveza in ljubezen razkrivata ljudem Gospodovo pot. Zaprisezimo se svobodi svojega naroda: kdo nas more, zaboga, združene premagati? Refren (2×) Od Alp do Sicilije, povsod je Legnano; vsakdo kot Ferruccio ima srce, ima roko, otrokom Italije je ime Balilla; zvok vsake trobente je klic k večernicam*. Refren (2×) To šibje zmaguje nad prodanimi sabljami: avstrijski orel je že izgubil perje. Kri Italije, kri Poljske, je pil skupaj s kozaki, a mu je požgala srce. Refren (2×) |

- Sicilske večernice: Upor na Siciliji leta 1282.